# Dvorianky
Dvorianky (hongrois : Szécsudvar) est un village de Slovaquie situé dans la région de Košice.

## Histoire
Première mention écrite du village en 1314.

## Démographie

### Évolution de la population
| Année:               | 1994. | 2004.   | 2014.   | 2024.   |
| -------------------- | ----- | ------- | ------- | ------- |
| Nombre de personnes: | 633   | 614     | 611     | 672     |
| Différence:          |       | -3,00 % | -0,48 % | +9,98 % |

| Année:               | 2023. | 2024.   |
| -------------------- | ----- | ------- |
| Nombre de personnes: | 664   | 672     |
| Différence:          |       | +1,20 % |